# La Neuville-Roy
La Neuville-Roy ist eine französische Gemeinde mit 906 Einwohnern (Stand: 1. Januar 2022) im Département Oise in der Region Hauts-de-France. Sie gehört zum Arrondissement Clermont. zum Kanton Estrées-Saint-Denis und zum Gemeindeverband Plateau Picard. Die Einwohner werden Neuvillois genannt.

## Geographie
Die Gemeinde La Neuville-Roy liegt etwa 19 Kilometer westnordwestlich von Compiègne nahe der Quelle der Aronde auf einem Plateau etwa 100 m über dem Meer. Umgeben wird La Neuville-Roy von den Nachbargemeinden Montiers im Norden, Wacquemoulin im Nordosten, Moyenneville im Osten, Grandvillers-aux-Bois im Osten und Südosten, Cressonsacq im Süden sowie Pronleroy im Westen.

## Bevölkerungsentwicklung
| Jahr                       | 1962 | 1968 | 1975 | 1982 | 1990 | 1999 | 2006 | 2013 | 2021 |
| Einwohner                  | 651  | 649  | 694  | 700  | 743  | 878  | 1002 | 956  | 910  |
| Quellen: Cassini und INSEE |      |      |      |      |      |      |      |      |      |

## Sehenswürdigkeiten
- Kirche Saint-Médard aus dem 12. Jahrhundert, umgebaut im 16. Jahrhundert, seit 1949 Monument historique
- Wasserturm

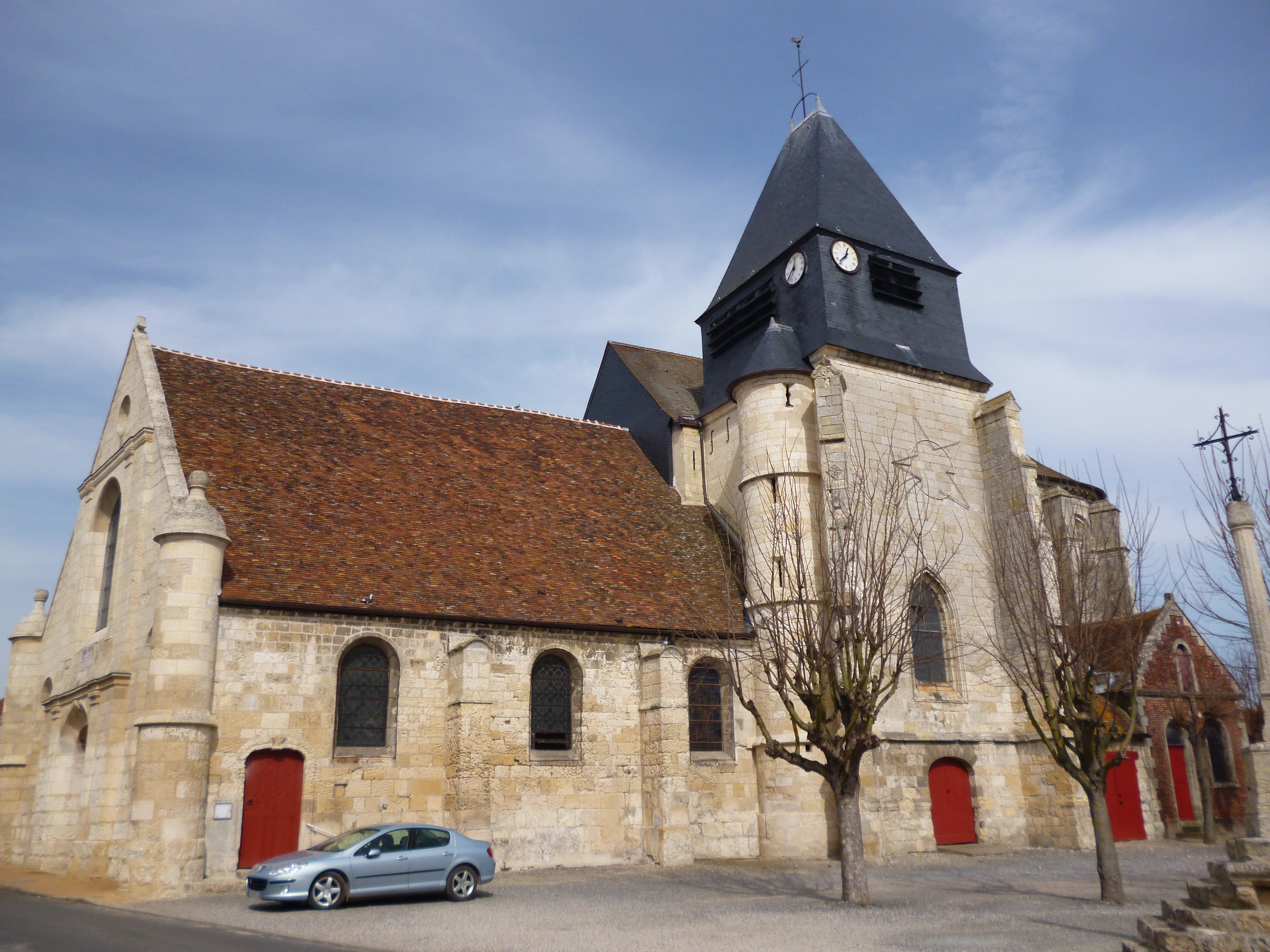
Kirche Saint-Médard
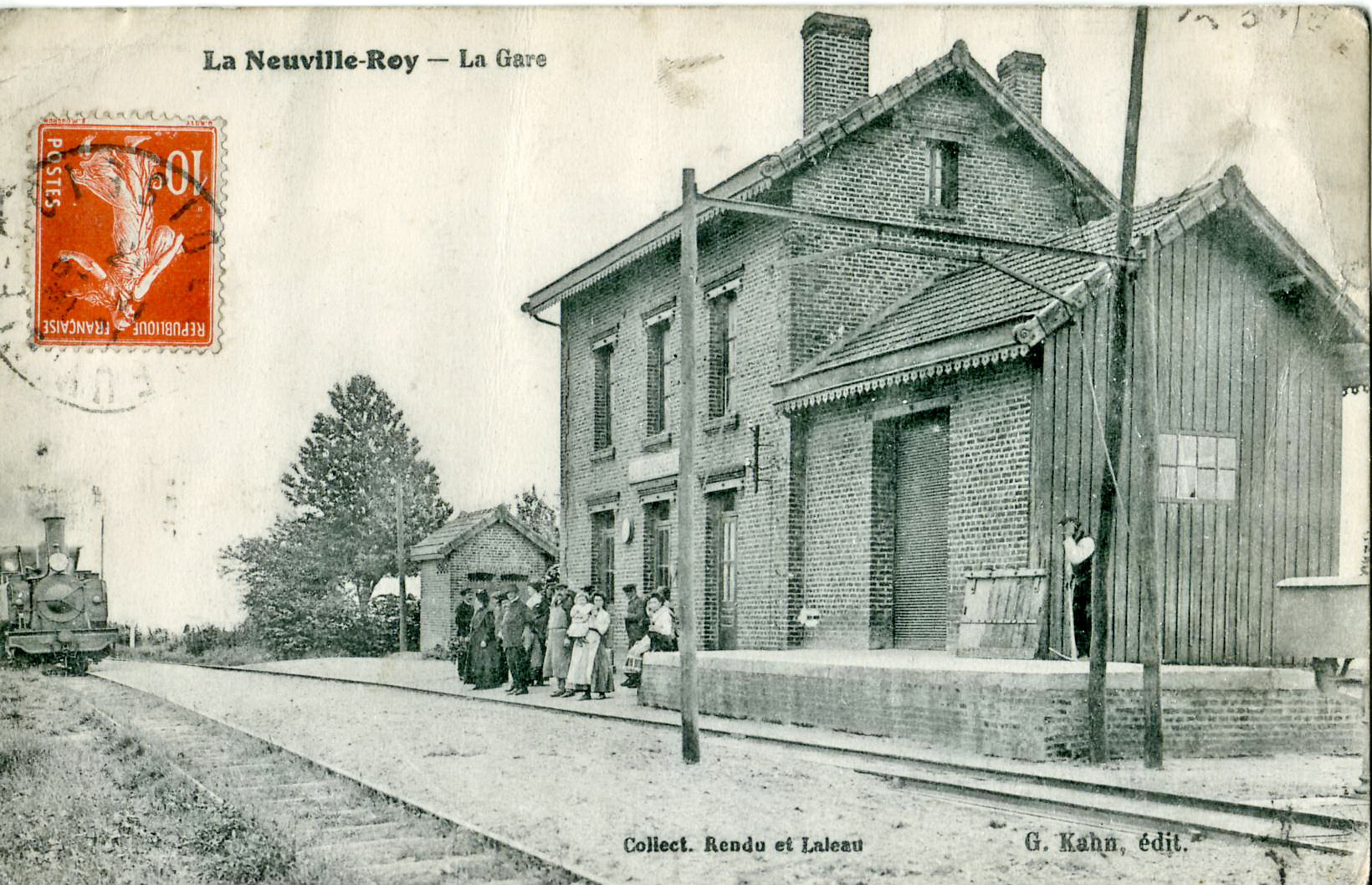
Ehemaliger Bahnhof (Postkarte vor 1913)